# Distretto di Tsholotsho
Il distretto di Tsholotsho è uno dei 7 distretti che compongono la Provincia del Matebeleland Settentrionale, in Zimbabwe. Ha una popolazione di 115.782 abitanti e una superficie di 7.745 Km².

## Demografia
| Censimento (Anno) | Popolazione      |
| ----------------- | ---------------- |
| 2002              | 119.681          |
| 2012              | 115.119 (-0,39%) |
| 2022              | 115.782 (+0,06%) |